# 骨髄球

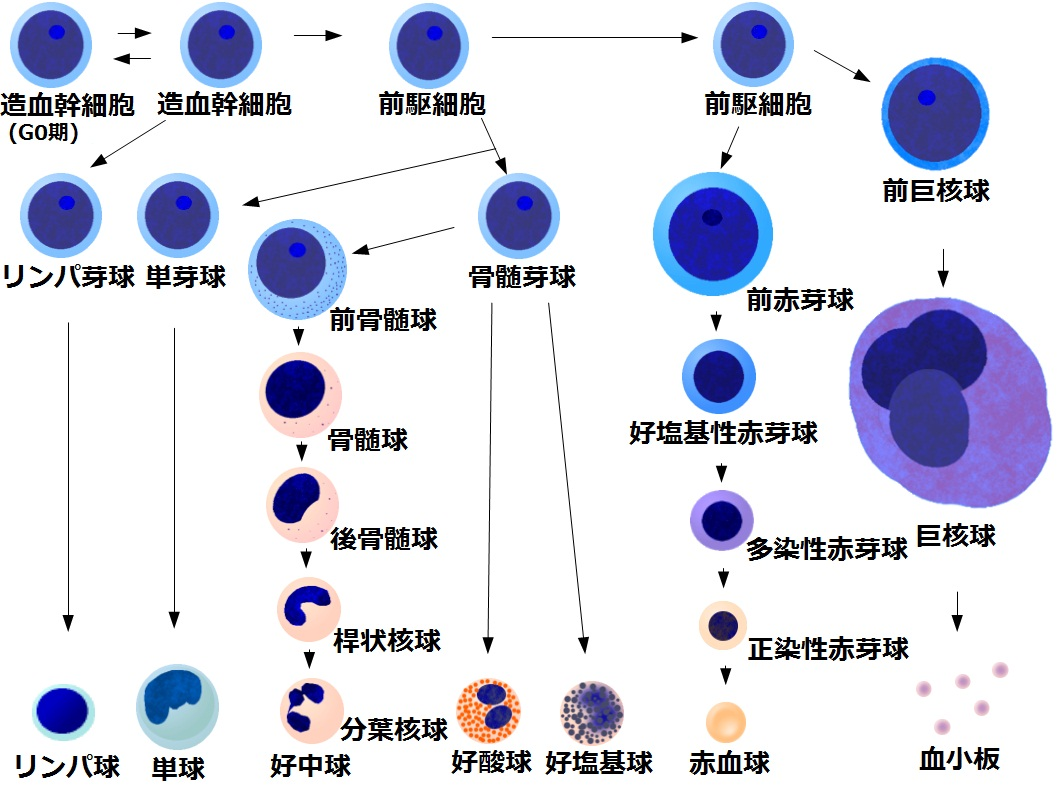
造血幹細胞とその細胞系統

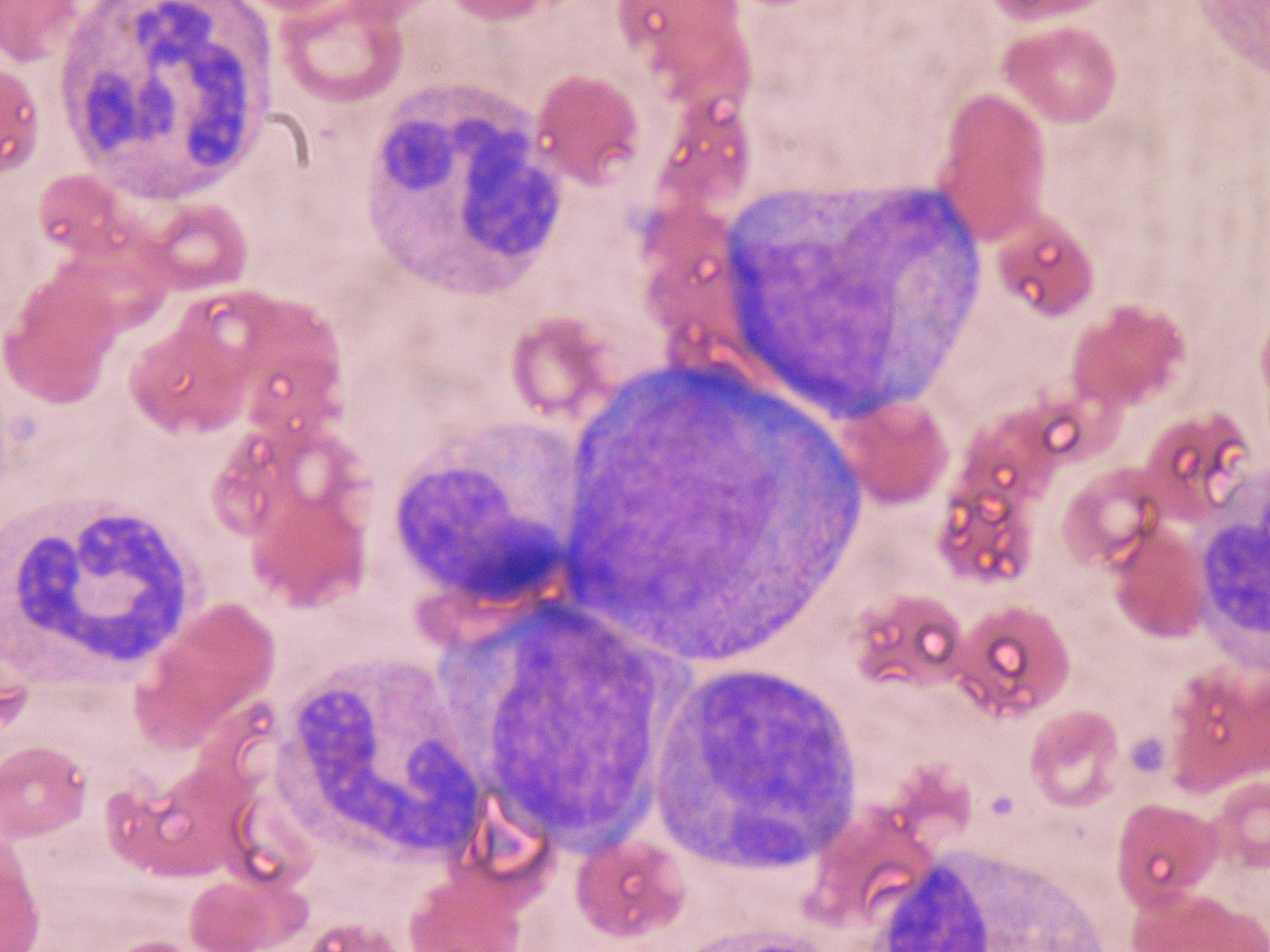
骨髄の顕微鏡写真。アルコール固定後ギムザ染色。左上に分葉核球が2つ、左下に桿状核球が2つ、中央の大きな細胞が前骨髄球、前骨髄球に接して左が後骨髄球、前骨髄球に接して右上と左下が骨髄球である。

骨髄球（こつずいきゅう、英: myelocyte）とは、造血幹細胞から白血球の顆粒球(好中球、好酸球、好塩基球)への分化の過程の1段階にある細胞である。通常は骨髄にのみ存在し、（白血病や癌の骨転移などの場合を除き）末梢血中には存在しない。

## 分化過程
造血幹細胞から分化し始めた幼若な血液細胞は盛んに分裂して数を増やしながら少しずつ分化を進めていく。
最終的に好中球に分化する場合は造血幹細胞、骨髄系幹細胞(骨髄系前駆細胞)、顆粒球・単球系前駆細胞、顆粒球系前駆細胞、骨髄芽球、前骨髄球、骨髄球、後骨髄球、桿状核球、分葉核球と成熟していく。最後の分葉核球が成熟の最終段階の好中球である。
同じように好酸球に分化する場合は造血幹細胞、骨髄系幹細胞(骨髄系前駆細胞)、好酸球系前駆細胞、骨髄芽球、好酸性前骨髄球、好酸性骨髄球、好酸性後骨髄球、好酸性桿状核球、好酸性分葉核球=好酸球と分化する
好塩基球に分化する場合は造血幹細胞、骨髄系幹細胞(骨髄系前駆細胞)、好塩基球系前駆細胞、骨髄芽球、好塩基性前骨髄球、好塩基性骨髄球、好塩基性後骨髄球、好塩基性桿状核球、好塩基性分葉核球=好塩基球と分化するが好塩基球は必ずしも分葉がはっきりしない。
数量的には大半が好中球系である。

## 概要
好中球へ分化する骨髄球は前骨髄球より細胞は小さくなり、核は少し形を崩しはじめ、クロマチン構造は凝集し少し粗くなる。
染色した上での光学顕微鏡観察では、前骨髄球で豊富に存在していたアズール顆粒は骨髄球ではあまり見られなくなる（光学顕微鏡では見られないが、存在はしている）が、かわりに2次顆粒が発現する。分裂の細胞周期は長くなるが骨髄球の段階でも細胞は分裂能を残しており1-2回ほど細胞分裂を起す。やがて、骨髄球は分化の段階を進め、後骨髄球となる。後骨髄球の段階では細胞はさらに小さくなり、核は小さく濃くいびつになっていき、核構造はさらに粗くなり、分裂能は無くなる。